# Danica Patrick
Pour les articles homonymes, voir Patrick.
Danica Patrick, née le 25 mars 1982 à Beloit (Wisconsin) est une pilote automobile américaine. Elle est la première femme à remporter une course d'IndyCar Series, à mener un tour des 500 miles d'Indianapolis ainsi que des Daytona 500 et à réaliser une pole position en NASCAR Cup Series.
Débutant de l'année de l’IndyCar Series en 2005, le championnat américain de monoplaces, Danica Patrick est l'une des pilotes les plus populaires dès sa première saison. Victorieuse au Japon en 2008 sur l’oval de Motegi, troisième des 500 miles d'Indianapolis de 2009, elle multiplie les accomplissements avant de rejoindre la NASCAR en 2012.
Première des qualifications des Daytona 500 en 2013, elle mène une partie de la course avant de terminer huitième. Critiquée pour ses résultats, la médiatique pilote américaine met un terme à sa carrière en 2018 sans victoire en NASCAR.

## Biographie
Danica Sue Patrick naît le 25 mars 1982 à Beloit dans le Wisconsin. Son père a piloté des motoneiges et des voitures tout terrain dans sa jeunesse. Danica Patrick commence son parcours sportif en 1992 par le karting. Après plusieurs succès nationaux, elle part pour le Royaume-Uni en 1998, où elle entame sa carrière automobile. Elle se fait remarquer en 2000 en terminant 2e du Formula Ford Festival de Brands Hatch au volant d'une Mygale.
Danica Patrick retourne alors aux États-Unis où l'ancien pilote Bobby Rahal, reconverti en directeur d'écurie, la prend sous son aile. Après avoir disputé le championnat de Barber Dodge Pro Series en 2002, elle passe en 2003 dans le championnat de Formule Atlantic, l'antichambre du Champ Car. Au sein de l'écurie de Bobby Rahal et de David Letterman, elle se met cette année-là en évidence par ses belles prestations en piste, mais également par une série de photos pour un magazine masculin qui contribuent à sa notoriété naissante. Toujours en Formule Atlantic en 2004, elle termine troisième au championnat, mais sans la moindre victoire au compteur.

## IndyCar
En 2005, la carrière de Danica Patrick passe à la vitesse supérieure lorsqu'elle intègre le championnat IndyCar, toujours pour le compte de l'écurie Rahal-Letterman. Après un début de saison discret, elle fait parler d'elle dès les premiers essais libres des 500 miles d'Indianapolis au début de mai. Comptant parmi les plus rapides en piste, elle devient rapidement l'attraction majeure du public et des médias, y compris des médias généralistes. La jeune femme offre ainsi à son écurie ainsi qu'à l'ensemble de la discipline une exposition médiatique inespérée. On parle alors aux États-Unis de Danica-mania. Qualifiée en quatrième place sur la grille (la meilleure performance d'une femme pilote à Indianapolis), Danica ne déçoit pas durant la course, puisque malgré quelques erreurs, elle termine à la quatrième place finale, après avoir réalisé l'exploit de mener l'épreuve (une première historique pour une femme pilote à l'Indy 500) jusqu’à quelques tours de l'arrivée. Au lendemain de l'épreuve, elle est logiquement élue meilleure débutante de l'année (Rookie of the year), et continue de faire la une des publications nationales américaines les plus prestigieuses (notamment Sports Illustrated), éclipsant totalement Dan Wheldon, le vainqueur de l'épreuve. Revers de la notoriété, ses performances sont critiquées : le pilote Robby Gordon lui reproche ainsi d'être favorisée par le règlement technique de l'IRL dans lequel les voitures sont pesées en l'absence du pilote. Danica bénéficierait donc de l'avantage d'être plus légère que ses principaux concurrents

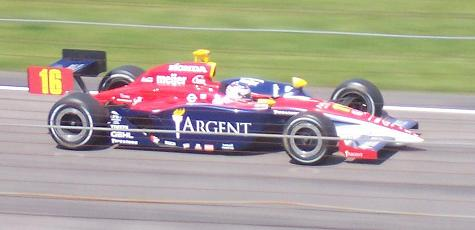
Danica Patrick lors des 500 miles d'Indianapolis de 2006.

Le championnat se poursuit de manière brillante pour Danica Patrick, qui réalise la pole position de l'épreuve du Texas au mois de juillet (une autre femme, Sarah Fisher, avait déjà réalisé pareille performance) et multiplie les coups d'éclat, mais sans jamais parvenir à s'imposer. Elle termine finalement le championnat à la 12e place du classement général, ce qui fait d'elle la meilleure débutante de l'année.
En 2006, toujours au sein de l'écurie Rahal-Letterman dans le championnat IndyCar, Danica Patrick connaît un début de saison délicat, marqué par l'accident mortel de son coéquipier Paul Dana lors de la manche d'ouverture de Miami, ainsi que par les faibles performances de son châssis Panoz. Très attendue à l'Indianapolis 500 un an après s'y être révélée, elle ne signe qu'une décevante 8e place, sans jamais avoir été dans le rythme des meilleurs. À l'issue de cette course, son équipe décide d'abandonner le châssis Panoz pour un châssis Dallara, ce qui se solde par des performances à la hausse. Mais malgré ces progrès, Danica Patrick annonce à la fin du mois de juillet 2006 son départ pour l'écurie Andretti-Green Racing à compter de la saison 2007.

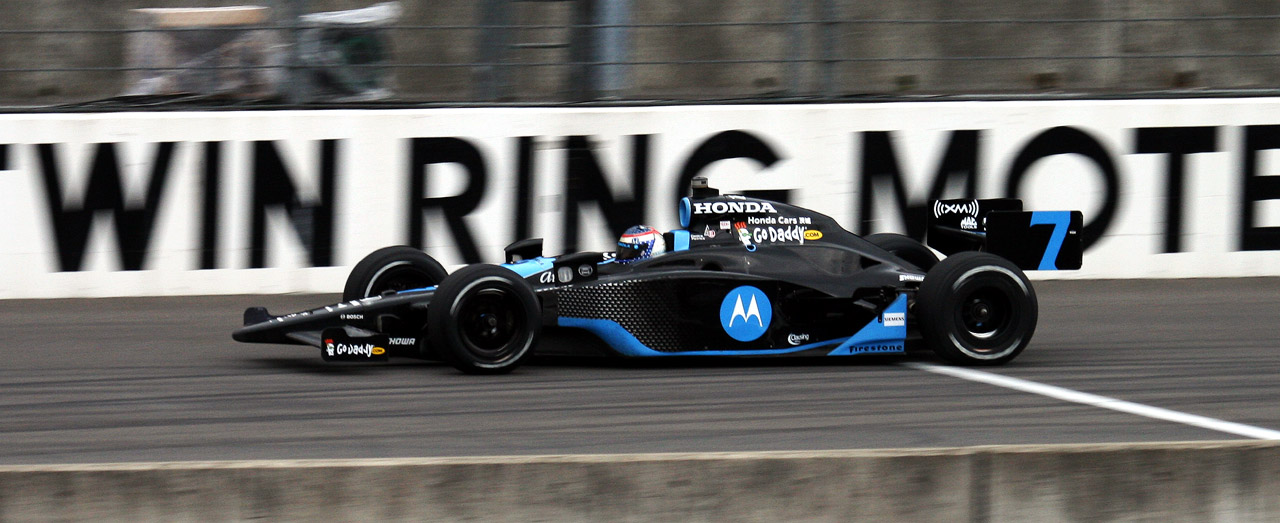
Lors de sa victoire à Motegi en avril 2008

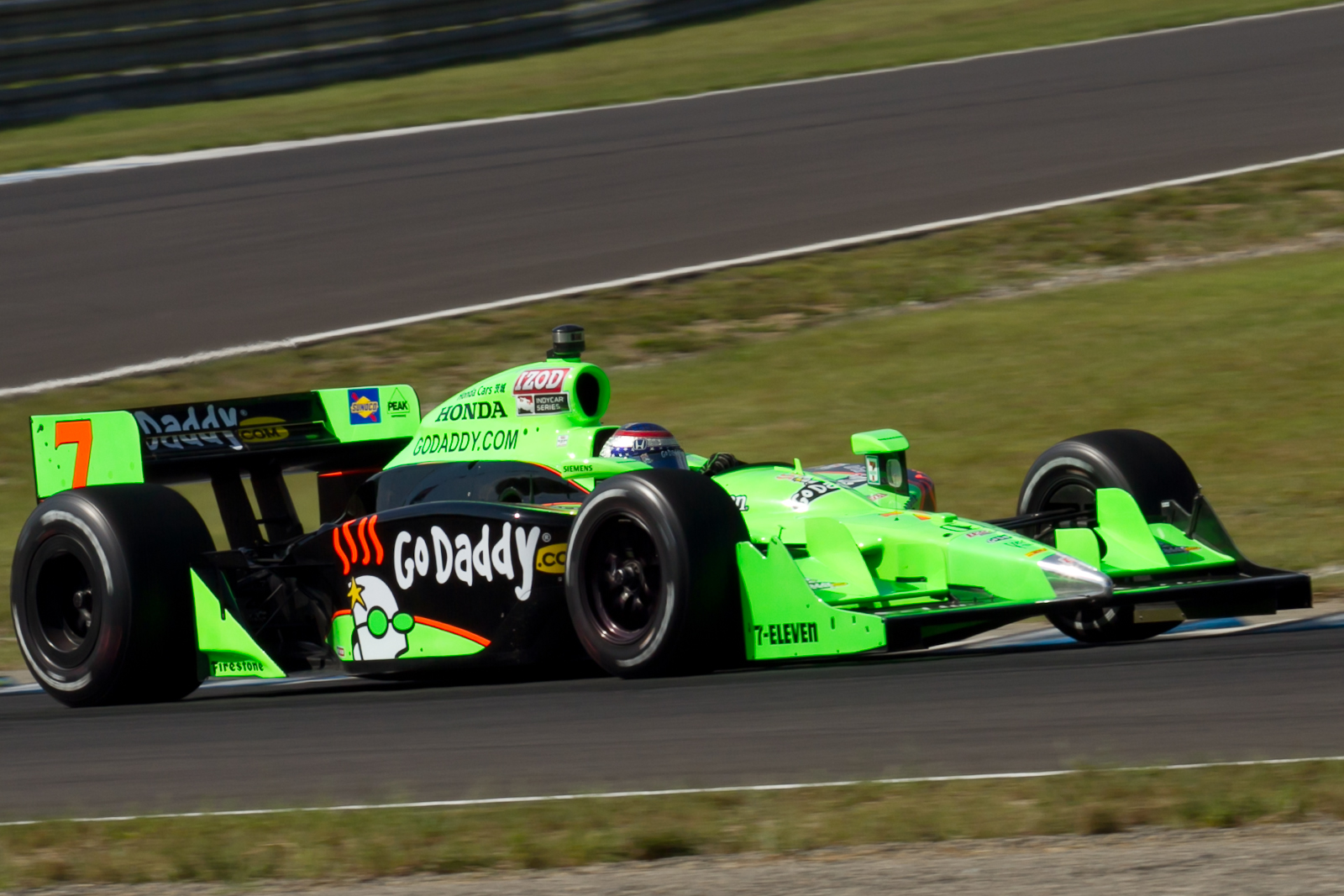
Danica Patrick à l'Indy Japan 300 de 2011.

En 2007, Danica Patrick réalise sa meilleure saison en IndyCar où elle décroche 3 podiums dont une seconde place à Détroit, ce qui constitue alors son meilleur résultat en carrière. Comme en 2007, elle termine à la huitième place de l'Indy 500. En 2008 vient enfin la consécration avec sa victoire lors de l'Indy Japan 300 sur le Twin Ring Motegi,. Danica Patrick devient la première femme de l'histoire à remporter une course d'IndyCar, ainsi que la première femme à remporter une course d'un championnat majeur de monoplace. Avant elle, d'autres femmes s'étaient déjà imposées en monoplace (notamment Desiré Wilson en 1980 dans une course de F1 Aurora, et Katherine Legge en 2005 en Formule Atlantic), mais dans des championnats considérés comme de moindre importance.
En 2009, elle termine à la troisième place des 500 miles d'Indianapolis, sa meilleure performance dans cette épreuve.

### 2010–2011 (deux dernières saisons à temps plein d'IndyCar)

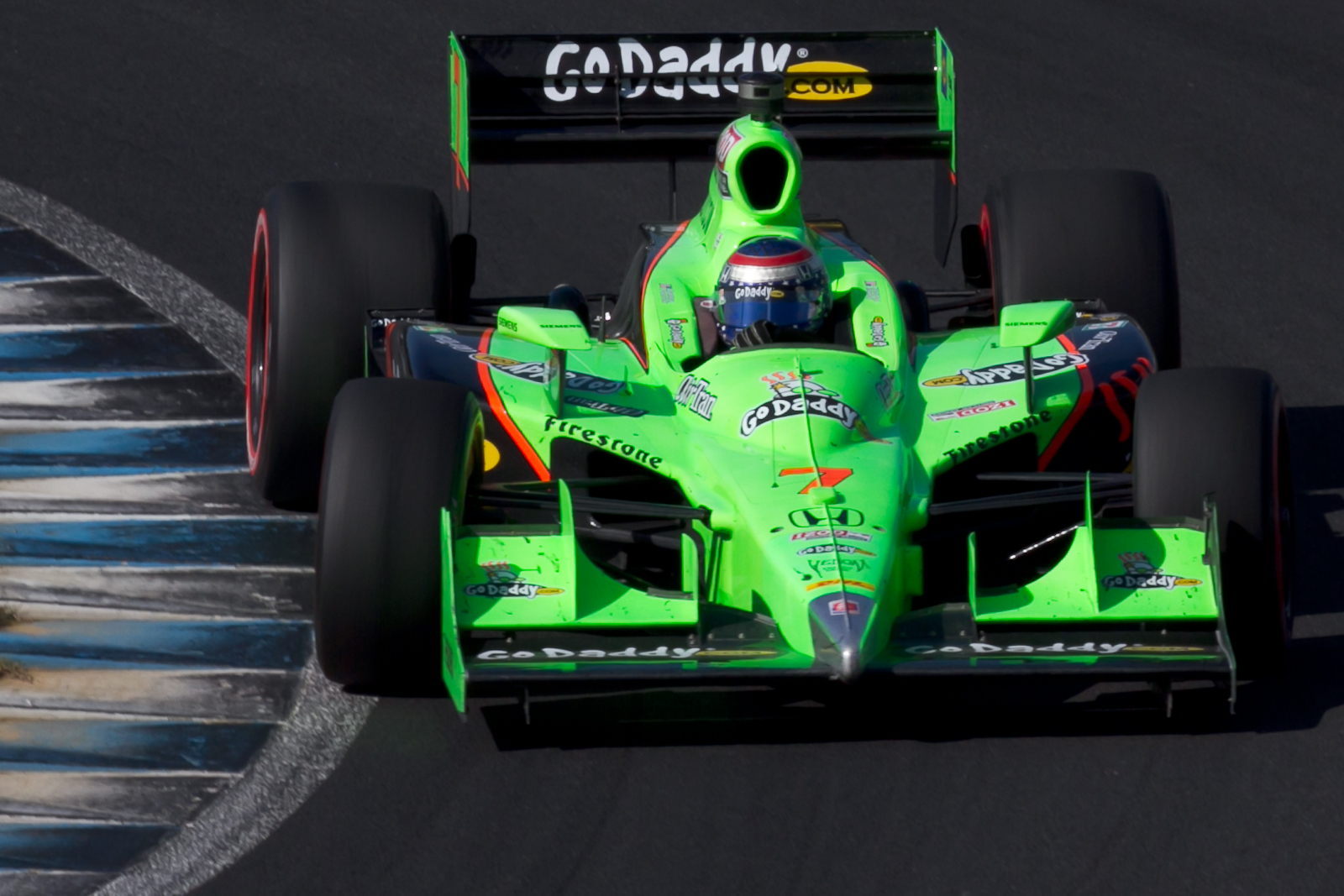
Patrick racing for Andretti at the 2011 Indy Japan: The Final

La saison 2010 de la série IndyCar a vu Patrick revenir piloter avec la nouvelle équipe Andretti Autosport, ainsi qu'avec JR Motorsports en NASCAR Xfinity Series (désormais Xfinity Series) (aujourd'hui NASCAR). Comme l'année précédente, sa saison a mal commencé, puisqu'elle n'a pu terminer qu'à la 15e place du São Paulo Indy 300 inaugural après avoir fait un tête-à-queue à cause d'une météo défavorable. Néanmoins, lors de la deuxième manche de la saison,Honda Grand Prix of St. Petersburg retardé, elle a fait sa première apparition dans le top 7. Aux Indianapolis 500 elle s'est qualifiée à la 23e place, le plus bas résultat de sa carrière ; en course, Patrick a eu des difficultés avec sa voiture et a fini sixième. La Firestone 550 au Texas Motor Speedway une semaine plus tard a été sa meilleure performance de la saison, qui l'a vue mener un tour et terminer deuxième Lors du Indy Grand Prix of Sonoma elle a établi un nouveau record de la série pour le plus grand nombre de courses consécutives se déroulant à l'arrivée avec son 29e événement passé sans qu'elle ne parvienne à terminer. Elle termine sa saison en égalant son meilleur résultat de la saison lors de la dernière course d'IndyCar au Homestead-Miami Speedway ce qui lui permet de terminer dixième au classement des pilotes avec 367 points 
En janvier 2011, le contrat de Patrick l'obligeait à informer le propriétaire de l'équipe Andretti Michael Andretti de ses projets pour 2012 et elle lui a fait part de son intention de partir. Le début de la saison 2011 de l'IndyCar Series a été difficile par rapport à ses deux années précédentes chez Andretti. Elle a subi deux dommages à sa voiture lors du Grand Prix of St. Petersburg, qui marquait l'ouverture de la saison, après des collisions avec Justin Wilson et  J. R. Hildebrand, qui l'ont reléguée à la douzième place. Elle a eu du mal à se qualifier pour Indianapolis 500  Sa voiture ayant échoué à l'inspection technique, elle a été placée à l'arrière de la ligne de qualification et a pris la 26e place malgré la pluie qui menaçait de l'empêcher d'établir un temps au tour. Elle a mené dix tours de la course et s'est classée dixième après avoir économisé du carburant. Elle a ensuite obtenu six autres classements dans le top 10 avant la dernière course de la saison, son meilleur résultat (cinquième) étant celui du Milwaukee 225 en 2011. At the season-closing IndyCar World Championship at Las Vegas Motor Speedway, Lors de la finale du Championnat du monde IndyCar World Championship au Las Vegas Motor Speedway, Patrick était l'un des dix-neuf pilotes à éviter un carambolage de quinze voitures qui a tué Dan Wheldon ; la course a été abandonnée et elle et le reste du peloton n'ont pas été notésIl s'agissait de sa dernière course de saison régulière en IndyCar puisqu'elle avait annoncé en août 2011 son intention de se concentrer à plein temps sur la NASCAR Sprint Cup Series et la Nationwide Series à partir de 2012. De 2012 à 2014, la voiture numérotée n° 27 de Patrick a été conduite par le Rookie of the Year 2011 James Hinchcliffe,.Elle s'est classée dixième au classement des pilotes avec 314 points.

### 2018 (Indianapolis 500)

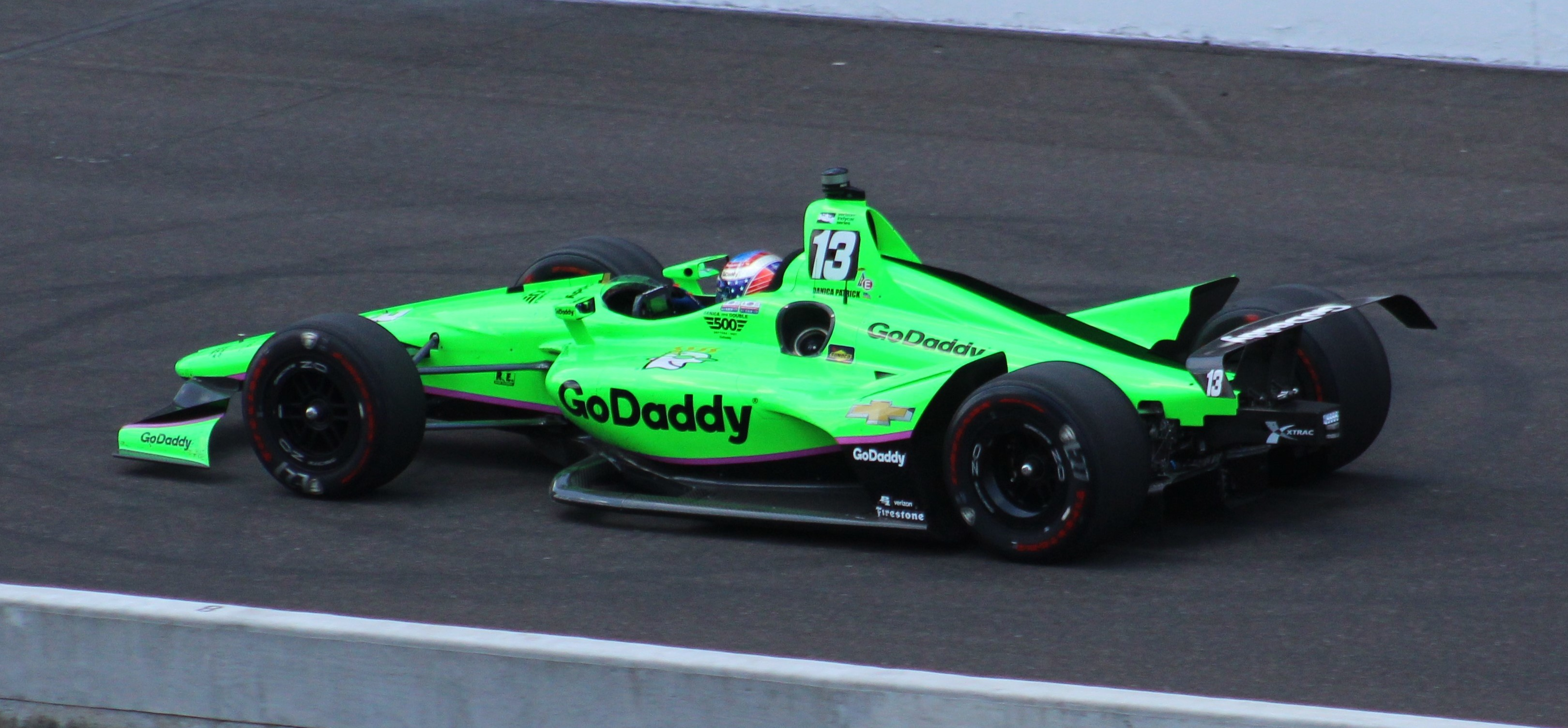
Patrick during the 2018 Indianapolis 500

La dernière course de Patrick était les 500 miles d'Indianapolis de  2018. J'ai eu des difficultés avec la configuration de la voiture. Le 7 mars 2018, il a été annoncé que sa dernière apparition au 500 miles d'Indianapolis se ferait dans une troisième voiture pour l'équipe Ed Carpenter Racing.
Elle a perdu le contrôle de la voiture dans le deuxième virage au 68e tour et a percuté le mur extérieur. Patrick est revenu sur la piste et a ensuite heurté le mur intérieur. Patrick a démarré en septième position et s'est classé trentième,,.

## Nascar

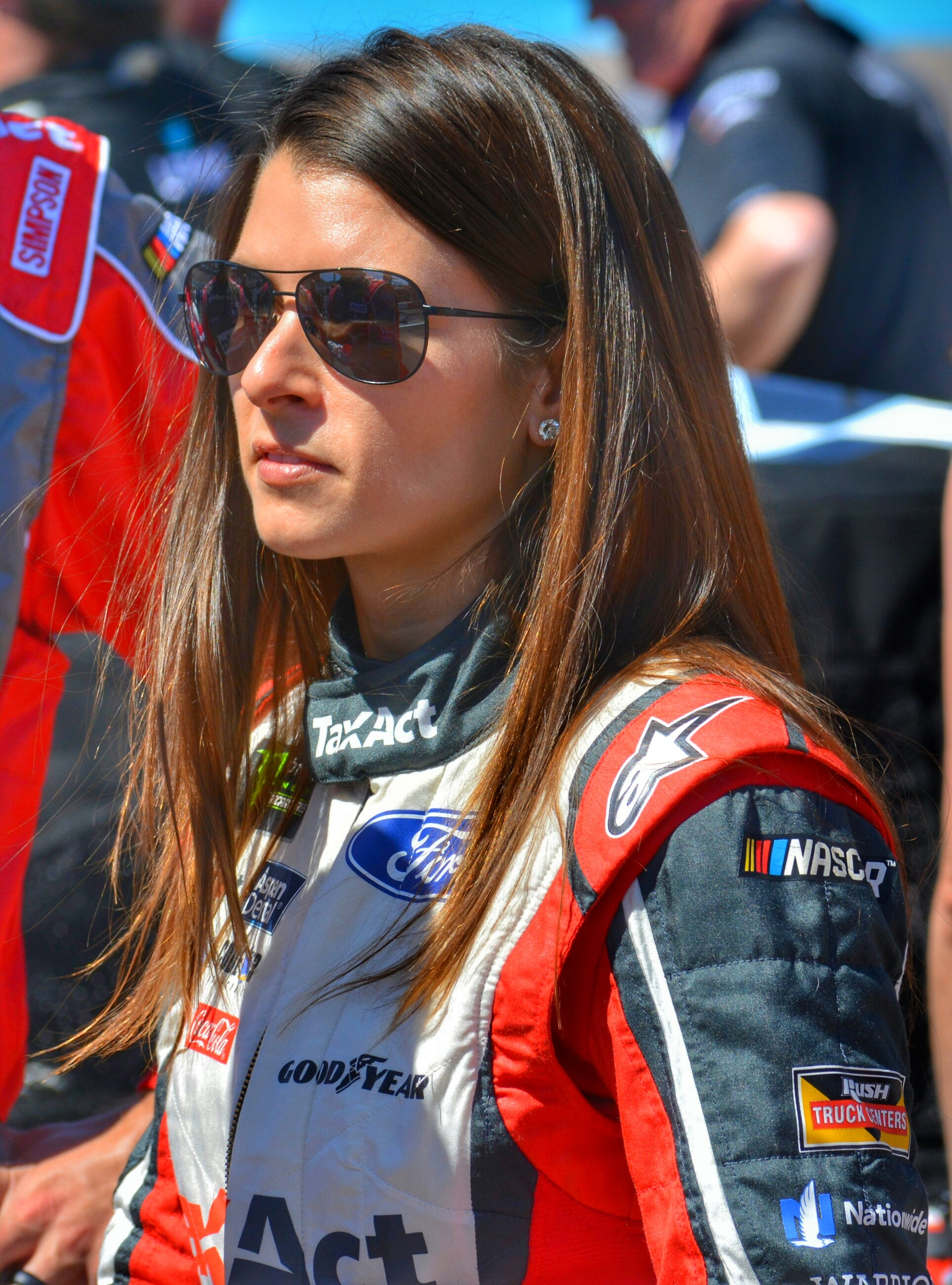
Danica Patrick en 2017.

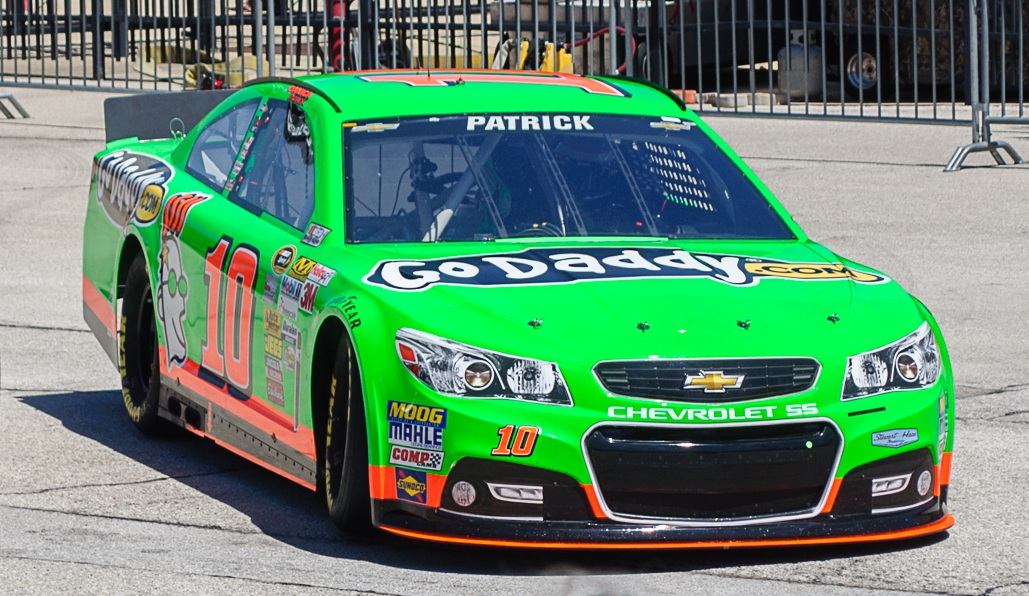
Danica Patrick sur le Texas Motor Speedway en 2013.

En 2011, Danica Patrick est au volant de la Chevrolet Impala « GoDaddy » no 7 de la JR Motorsports lors de sa première saison partielle en NASCAR Nationwide, la seconde division de la NASCAR, mais elle poursuit sa carrière en Indy. Danica fait ses premiers tours de piste sur le légendaire circuit de Daytona International Speedway, lors du Camping World 300, puis sur l'Auto Club Speedway de Fontana lors du Stater Bros 300 entre autres. Danica Patrick est rookie pour la saison 2011. En 2012, elle est intègre la JR Motorsports mais toujours pour une saison partielle. À Montréal elle domine la course, mais une chaussure va venir perforer son radiateur, ruinant ainsi tout espoir de victoire.
La grand saut est pour la saison 2013, elle intègre alors la Stewart-Haas Racing, elle pilotera la Chevrolet SS « GoDaddy » no 10. C'est la première femme à être engagée à plein temps en Cup Series. Pour la première épreuve de la saison, elle signe la pole position à Daytona International Speedway, devenant la première femme de l'histoire de la Nascar à réaliser cette performance. Elle signe à ce jour son meilleur résultat en carrière à Atlanta, lors de la vingt-cinquième épreuve de la saison 2014, avec une probante 

### Spéculations sur la Formule 1
Patrick devait effectuer des essais pour l'équipe de Formule 1 Honda en novembre 2008, mais cela a été annulé lorsque l'équipe Honda s'est retirée du sport. Fin 2009, l'écurie américaine de Formule 1 US F1 aurait envisagé de tester Patrick pour un éventuel volant en 2010.Elle a cependant déclaré qu'elle n'avait été contactée par personne de l'équipe et qu'elle n'avait pas l'intention de quitter l'IndyCar Series pour la Formule 1 à l'époque. "Après l'annonce du retour de la Formule 1 aux États-Unis en 2012, le directeur général de la Formule 1 Bernie Ecclestone a déclaré que « avoir quelqu'un comme Danica Patrick en F1 serait une publicité parfaite ».Cependant, en 2015, Patrick a affirmé qu'elle n'avait aucune envie de passer en Formule 1, car elle était trop vieille pour changer de série de course ; elle a déclaré qu'elle se sentait plus à l'aise avec sa famille et ses amis en NASCAR.

## Controverses

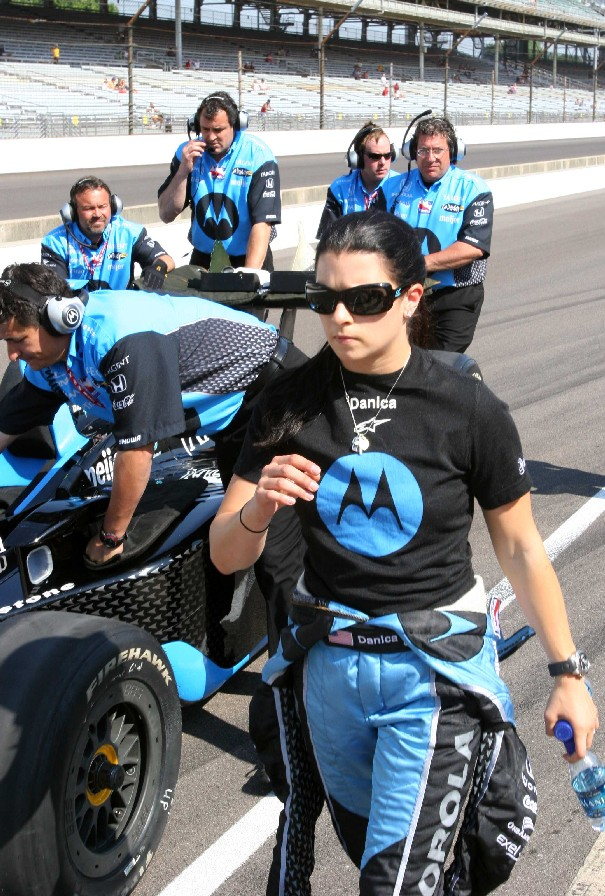
Danica Patrick lors de l'Indy 500 2007.

Avant sa victoire au Japon, Danica était considérée par certains comme la Anna Kournikova du sport automobile, autrement dit une sportive faisant davantage parler d'elle pour son physique avantageux que par ses résultats sportifs.
Outre la remarque concernant son faible poids qui l'avantageait par rapport aux coureurs masculins, elle dut faire face à des remarques plus vulgaires que techniques. Ainsi le pilote de Formule 1 britannique Jenson Button déclara au magazine masculin FHM : « Une fille qui possède une forte poitrine ne sera jamais à l'aise dans une voiture. Et ses mécaniciens ne pourraient pas se concentrer. Imaginez, comment feraient-ils pour serrer ses sangles ? ». De même, son adversaire Ed Carpenter lâcha en juillet 2006 : « Danica est très agressive dans nos voitures, surtout si on la prend au bon moment du mois ». Il se rattrapera peu après en assurant qu'il ne voulait pas lui manquer de respect.

## Vie personnelle
De novembre 2012 à décembre 2017, elle a été en couple avec Ricky Stenhouse Jr.,. Elle est en couple avec le quarterback des Packers de Green Bay (NFL) Aaron Rodgers. (de 2018 à 2020).
En 2021, Patrick aurait été en couple avec l'homme d'affaires américain Carter Comstock.En 2022, elle a confirmé qu'ils avaient mis fin à leur relation.
En octobre 2024, Patrick a partagé via Instagram qu'elle avait voté pour la première fois de sa vie à l'âge de 42 ans, et qu'elle avait voté pour Donald Trump lors de l'élection présidentielle américaine de 2024.

## Médias
- Danica Patrick a été accueillie plusieurs fois sur le plateau de Spike TV.
- Le 6 juin 2005, elle figure sur la couverture de Sports Illustrated. C'est la première fois depuis Al Unser en 1987 qu'un pilote automobile a droit à cet honneur.
- Après sa première participation aux 500 Miles d'Indianapolis, le magazine Playboy lui demande de poser dans ses pages. Elle décline l'offre mais accepte de répondre à un questionnaire du magazine.
- Elle apparaît dans le clip vidéo du premier single de l'album Kingdom Come de Jay-Z, intitulé Show Me What You Got, dans lequel elle conduit une Pagani Zonda Roadster autour de Monaco.
- Elle apparaît dans un épisode du dessin animé Celebrity Deathmatch, où elle affronte Anna Kournikova.
- Patrick est représentée par Endeavor Talent Agency.
- Elle apparaît dans un épisode de la série Les Experts : Manhattan (épisode 615 : La course de trop).
- Elle est représentée dans l'épisode Poor and Stupid de la série d'animation South Park en tant que pilote de NASCAR, où elle finit écrasée par Cartman.
- Elle apparait dans l'épisode 7 de la saison 22 des Simpson (How Munched is That Birdie in the Window?) alors qu'Homer se perd dans ses pensées.
- Elle fait partie du casting du jeu de course, Sonic and All-Stars Racing Transformed.
- En 2019, elle fait un caméo dans le film Charlie's Angels d'Elizabeth Banks, troisième volet de la série de films du même nom, dans le rôle d'une formatrice de l'agence Townsend.

## Palmarès
- Meilleure débutante du championnat IndyCar en 2005
- Meilleure débutante des 500 miles d'Indianapolis 2005
- 1 victoire en IndyCar : Indy Japan 300 à Motegi en 2008
- Première femme à mener une course de NASCAR lors de la course nocturne à Daytona en 2011
- Première femme à signer une pole position en NASCAR Cup Series lors des qualifications du Daytona 500 de 2013.

## Résultats aux500 milesd'Indianapolis
| Année | Châssis | Moteur    | Départ | Arrivée | Équipe                |
| ----- | ------- | --------- | ------ | ------- | --------------------- |
| 2005  | Panoz   | Honda     | 4      | 4       | Rahal Letterman       |
| 2006  | Panoz   | Honda     | 10     | 8       | Rahal Letterman       |
| 2007  | Dallara | Honda     | 8      | 8       | Andretti Green Racing |
| 2008  | Dallara | Honda     | 5      | 22      | Andretti Green Racing |
| 2009  | Dallara | Honda     | 10     | 3       | Andretti Green Racing |
| 2010  | Dallara | Honda     | 23     | 6       | Andretti Autosport    |
| 2011  | Dallara | Honda     | 25     | 10      | Andretti Autosport    |
| 2018  | Dallara | Chevrolet | 7      | 30      | Ed Carpenter Racing   |

## Résultats aux 24 Heures de Daytona
Danica Patrick a participé à deux reprises aux 24 Heures de Daytona. Son meilleur résultat est une 8e place.
| Année | Classe | No | Équipe                       | Voiture               | Équipiers                              | Tours | Position | Class Pos. |
| ----- | ------ | -- | ---------------------------- | --------------------- | -------------------------------------- | ----- | -------- | ---------- |
| 2006  | DP     | 2  | Howard-Boss Motorsports      | Pontiac Crawford DP03 | Jan Lammers Allan McNish Rusty Wallace | 273   | Abd      | Abd        |
| 2009  | DP     | 2  | Childress-Howard Motorsports | Pontiac Crawford DP08 | Andy Wallace Rob Finlay Casey Mears    | 702   | 8        | 8          |

## Statistiques globales
| Saison | Series                                                                | Écurie                       | N° | Courses | Victoires | Poles | +TM | Points | Position |
| ------ | --------------------------------------------------------------------- | ---------------------------- | -- | ------- | --------- | ----- | --- | ------ | -------- |
| 1999   | British Formula Vauxhall Championship                                 |                              |    |         |           |       |     | 31     | 9e       |
| 2000   | Championnat de Grande-Bretagne de Formule Ford                        | Andy Welch Racing            |    | 14      | 0         | 0     | 0   | 3      | 19e      |
| 2000   | Formule Ford Festival                                                 | Haywood Racing               | 89 | 1       | 0         | 0     | 0   | N/A    | 2e       |
| 2000   | European Formula Ford Championship                                    | Haywood Racing               |    |         |           |       |     |        |          |
| 2001   | Championnat de Grande-Bretagne de Formule Ford                        | Haywood Racing               |    |         | 0         | 0     | 0   | 10     | 25e      |
| 2002   | Barber Dodge Pro Series (en)                                          | Team Rahal                   | 89 | 5       | 0         | 0     | 0   | 35     | 13e      |
| 2003   | American Le Mans Series catégorie GTS                                 | Veloqx Prodrive Racing       | 80 | 1       | 0         | 0     | 0   | 10     | 23e      |
| 2003   | Toyota Atlantic Championship (en)                                     | Team Rahal                   | 24 | 12      | 0         | 0     | 0   | 109    | 6e       |
| 2004   | Toyota Atlantic Championship (en)                                     | Team Rahal                   | 24 | 12      | 0         | 1     | 1   | 269    | 3e       |
| 2005   | IndyCar Series 2005                                                   | Rahal Letterman              | 16 | 17      | 0         | 3     | 1   | 325    | 12e      |
| 2006   | IndyCar Series 2006                                                   | Rahal Letterman              | 16 | 13      | 0         | 0     | 0   | 302    | 9e       |
| 2006   | Rolex Sports Car Series (24 Heures de Daytona) catégorie DP           | Howard-Boss Motorsports      | 2  | 1       | 0         | 0     | 0   | 7      | 106e     |
| 2007   | IndyCar Series 2007                                                   | Andretti Green Racing        | 7  | 17      | 0         | 0     | 1   | 424    | 7e       |
| 2008   | IndyCar Series 2008                                                   | Andretti Green Racing        | 7  | 18      | 1         | 0     | 0   | 379    | 6e       |
| 2009   | IndyCar Series 2009                                                   | Andretti Green Racing        | 7  | 17      | 0         | 0     | 0   | 393    | 5e       |
| 2009   | Rolex Sports Car Series 2009 (24 Heures de Daytona 2009) catégorie DP | Childress-Howard Motorsports | 2  | 1       | 0         | 0     | 0   | 23     | 43e      |
| 2010   | IndyCar Series 2010                                                   | Andretti Autosport           | 7  | 17      | 0         | 0     | 0   | 367    | 10e      |
| 2010   | NASCAR Nationwide Series                                              | JR Motorsports               | 7  | 13      | 0         | 0     | 0   | 1032   | 43e      |
| 2010   | NASCAR K&N Pro Series East (en)                                       | JR Motorsports               | 83 | 1       | 0         | 0     | 0   | 155    | 45e      |
| 2010   | ARCA Racing Series                                                    | Bob Schacht Motorsport       | 7  | 1       | 0         | 0     | 0   | 200    | 85e      |
| 2011   | IndyCar Series 2011                                                   | Andretti Autosport           | 7  | 17*     | 0         | 0     | 0   | 314    | 10e      |
| 2011   | NASCAR Nationwide Series                                              | JR Motorsports               | 7  | 12      | 0         | 0     | 0   | 321    | 26e      |
| 2012   | NASCAR Nationwide Series                                              | JR Motorsports               | 7  | 33      | 0         | 1     | 0   | 838    | 10e      |
| 2012   | NASCAR Cup Series 2012                                                | Stewart-Haas Racing          | 10 | 10      | 0         | 0     | 0   | 0      | 62e      |
| 2013   | NASCAR Cup Series 2013                                                | Stewart-Haas Racing          | 10 | 36      | 0         | 1     | 0   | 646    | 27e      |
| 2013   | NASCAR Nationwide Series                                              | Turner Scott Motorsports     | 34 | 2       | 0         | 0     | 0   | 0      | 128e     |
| 2014   | NASCAR Cup Series                                                     | Stewart-Haas Racing          | 10 | 36      | 0         | 0     | 0   | 735    | 28e      |
| 2014   | NASCAR Nationwide Series                                              | Turner Scott Motorsports     | 30 | 1       | 0         | 0     | 0   | 0      | 108e     |
| 2015   | NASCAR Cup Series 2015                                                | Stewart-Haas Racing          | 10 | 36      | 0         | 0     | 0   | 716    | 24e      |
| 2016   | NASCAR Cup Series 2016                                                | Stewart-Haas Racing          | 10 | 36      | 0         | 0     | 0   | 689    | 24e      |
| 2017   | NASCAR Cup Series 2017                                                | Stewart-Haas Racing          | 10 | 36      | 0         | 0     | 0   | 511    | 28e      |

* La 18e course d'IndyCar Series n'a pas été achevée à la suite du décès en course après 13 tours de Dan Wheldon.